# Josef Schwammberger
De Oostenrijker Josef Schwammberger (Brixen, Zuid-Tirol, 14 februari 1912 - Ludwigsburg, 3 december 2004) was een lid van de SS en commandant van diverse dwangarbeiderskampen in het district Krakau (Polen) tijdens de Tweede Wereldoorlog.
Na de oorlog vluchtte de oud-SS'er naar Argentinië. Gearresteerd in 1987, op 75-jarige leeftijd, werd hij in 1990 aan West-Duitsland uitgeleverd. Tijdens zijn proces ontkende hij elke schuld. In 1992 werd hij tot levenslange gevangenisstraf veroordeeld wegens tal van oorlogsmisdaden begaan jegens weerloze Joden, met name zware mishandeling, doodslag en moord. Hij stierf in de gevangenis na twaalf jaar van zijn straf te hebben uitgezeten. 

## Lidmaatschapsnummers
- NSDAP-nr.: 1604495  (lid geworden 1 mei 1933)
- SS-nr.: 135641 (lid geworden  18 april 1933)